# Cytaea sinuata
Cytaea sinuata är en spindelart som först beskrevs av Carl Ludwig Doleschall 1859.  Cytaea sinuata ingår i släktet Cytaea och familjen hoppspindlar. Inga underarter finns listade i Catalogue of Life.